# Hygrocybe cerinolutea
Hygrocybe cerinolutea är en svampart som beskrevs av E. Horak 1973. Hygrocybe cerinolutea ingår i släktet Hygrocybe och familjen Hygrophoraceae.   Inga underarter finns listade i Catalogue of Life.